# محمد جعفری صحرارودی

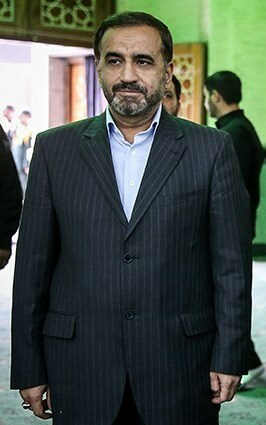
نگاره‌ای از محمد جعفری صحرارودی - آبان ۱۳۹۲

محمد جعفری صحرارودی یا محمدجواد جعفری از فرمانده‌های سابق سپاه پاسداران انقلاب اسلامی  و یکی‌از اعضای تیم مذاکره‌کنندگان ایران با رهبرانِ حزب دموکرات کردستان ایران بود و در روز ترور عبدالرحمان قاسملو و عبدالله قادری‌آذر (۲۲ تیر ۱۳۶۸) نیز در گفتگو حاضر بود. رادیوفردا به نقل از رسانه‌های اتریشی نوشته‌است که او «یکی از مظنونین ترور رهبران کرد در وین» است. در جریان این ترور او از ناحیۀ گردن زخمی شد و هنوز نیز جای جراحت بر گردن او معلوم است.
صحرارودی رئیس دفتر علی لاریجانی در مجلس شورای اسلامی بود که پیش‌تر معاونت امنیت داخلی شورای عالی امنیت ملی را بر عهده داشت. او در زمان علی لاریجانی عضو تیم مذاکره‌کنندگان هسته‌ای ایران نیز بوده‌است. وی که در زمان دستگیری دیپلمات‌های ایران در عراق توسط آمریکا در سال ۲۰۰۷ در اربیل حضور داشت و با مسعود بارزانی و جلال طالبانی دیدار کرده، به گفتهٔ واشینگتن تایمز او یکی از اهداف نیروهای آمریکایی در حمله به کنسولگری ایران بوده‌است؛ اما به دلیل عدم حضورش در ساختمان کنسولگری در زمان حمله، آمریکایی‌ها موفق به دستگیری او نشده‌اند.
جعفری صحرارودی با وجود حکم دستگیری بین‌المللی، بارها به خارج از کشور سفر کرده است. در مهرماه ۱۳۹۲ او همراه با علی لاریجانی در کنفرانس بین المجالس در ژنو شرکت کرد. او سپس در کنفرانس امنیتی مونیخ شرکت کرد.